# Marion Barry
Marion Shepilov Barry, Jr. (Itta Bena (Mississippi), 6 maart 1936 – Washington D.C., 23 november 2014) was een Amerikaans burgerrechtenactivist en bestuurder. Hij was burgemeester van de Amerikaanse hoofdstad Washington D.C.

## Loopbaan
In de jaren zestig was Barry een activist in de Civil Rights Movement, en was hij de eerste president van het Student Nonviolent Coordinating Committee (SNCC). In 1977 overleefde hij een moordaanslag door de moslimgroepering Hanafi Movement (een afgescheiden groep van de Nation of Islam).
De burgemeester van Washington werd sinds 1975 direct gekozen. Barry, gemeenteraadslid sinds 1975, was de tweede gekozen burgemeester van de stad van 1979 tot 1991, en van 1995 tot 1999 de vierde. Hij bekleedde de functie als burgemeester in totaal vier termijnen van vier jaar. Hij werd in 1990 betrapt op het roken van crack, en gearresteerd. Uiteindelijk belandde hij daardoor zes maanden in de gevangenis, wat hem belette om in 1991 voor een vierde termijn als burgemeester op te gaan. Vier jaar later lukte hem het om een politieke comeback te maken. Beschuldigingen van vriendjespolitiek, drugsmisbruik en belastingontduiking bleven hem echter achtervolgen.

## Privéleven
Marion Barry werd geboren in 1936 als derde van tien kinderen. Hij is vier keer getrouwd geweest: in 1962 met Blantie Evans, in 1972 met Mary M. Treadwell (gescheiden in 1977), in 1978 met Effi Slaughter (gescheiden in 1993) en in 1994 met Cora Masters (gescheiden in 2003). Zijn vader overleed toen hij vier jaar was en een jaar later verhuisde hij samen met zijn moeder naar Memphis in Tennessee. Hij had in zijn jonge jaren allerlei baantjes, vaak meerdere tegelijk, inclusief het bedelen van krantenwijken.
Op 24 november 2014 overleed Barry op 78-jarige leeftijd.